# 考古圖
《考古圖》，金石學著作，成書於北宋元祐七年（1092），呂大臨著。
《考古圖》共十卷，是现存最早且有系统的古器图录。收錄商代到汉代、私人及皇室收藏的210件青銅器和13件玉器的详细描述和绘图。是北宋金石學研究的重要著作。